# Rhamnus wightii
Rhamnus wightii är en brakvedsväxtart som beskrevs av Robert Wight och Arn.. Rhamnus wightii ingår i släktet getaplar, och familjen brakvedsväxter. Inga underarter finns listade i Catalogue of Life.